# 12491 Musschenbroek
A 12491 Musschenbroek (ideiglenes jelöléssel 1997 JE15) a Naprendszer kisbolygóövében található aszteroida. Eric Walter Elst fedezte fel 1997. május 3-án.